# Episodi di Hong Kong
La prima e unica stagione della serie televisiva Hong Kong è andata in onda negli Stati Uniti dal 28 settembre 1960 al 29 marzo 1961 sulla ABC.
| nº | Titolo originale      | Prima TV USA      |
| -- | --------------------- | ----------------- |
| 1  | Clear for Action      | 28 settembre 1960 |
| 2  | Murder Royal          | 5 ottobre 1960    |
| 3  | Pearl Flower          | 12 ottobre 1960   |
| 4  | Freebooter            | 19 ottobre 1960   |
| 5  | The Jade Empress      | 26 ottobre 1960   |
| 6  | The Jumping Dragon    | 2 novembre 1960   |
| 7  | Blind Bargain         | 9 novembre 1960   |
| 8  | Colonel Cat           | 16 novembre 1960  |
| 9  | The Turncoat          | 23 novembre 1960  |
| 10 | To Catch a Star       | 30 novembre 1960  |
| 11 | Nine Lives            | 7 dicembre 1960   |
| 12 | The Dragon Cup        | 14 dicembre 1960  |
| 13 | When Strangers Meet   | 21 dicembre 1960  |
| 14 | Suitable for Framing  | 4 gennaio 1961    |
| 15 | Lesson in Fear        | 11 gennaio 1961   |
| 16 | The Survivor          | 18 gennaio 1961   |
| 17 | Night Cry             | 24 gennaio 1961   |
| 18 | Double Jeopardy       | 1º febbraio 1961  |
| 19 | Lady Godiva           | 9 febbraio 1961   |
| 20 | The Hunted            | 16 febbraio 1961  |
| 21 | With Deadly Sorrow    | 22 febbraio 1961  |
| 22 | Murder by Proxy       | 1º marzo 1961     |
| 23 | The Woman in Grey     | 8 marzo 1961      |
| 24 | Love Honor and Perish | 15 marzo 1961     |
| 25 | The Innocent Exile    | 22 marzo 1961     |
| 26 | The Runaway           | 29 marzo 1961     |

## Clear for Action
- Prima televisiva: 28 settembre 1960

### Trama
- Guest star: Roy N. Sickner (marinaio), France Nuyen (Happy Cheung), Burt Brinckerhoff (Johnny McGuire), Robert Burton (ammiraglio), Noel Drayton (governatore), Harold Fong (Fong), Gerald Jann (Ling), Jack Kruschen (Tully), Frank Maxwell (comandante Harris), Leonard Strong (ufficiale dell'Intelligence)

## Murder Royal
- Prima televisiva: 5 ottobre 1960

### Trama
- Guest star: Pamela Light (Ann Crowell), Jack Kruschen (Tully), Edward Colmans (Bakharta), Rene Kroper (Tien), Frederick Worlock (Sir Oliver Standish)

## Pearl Flower
- Prima televisiva: 12 ottobre 1960

### Trama
- Guest star: Ginny Tiu (Pearl Flower), Ludwig Stössel (Wagner), Aki Aleong (Chin Pao), Viviane Cervanees (Miss Jones), Thomas Gomez (Torga), Peter Gordon (Amos Greene), Roy Jenson (Yung Lo), Tommy Lee (Han Foo), Reginald Lal Singh (proprietario), Inger Stevens (Joan Blakely), William Yip (P'U Yi)

## Freebooter
- Prima televisiva: 19 ottobre 1960

### Trama
- Guest star: Frank Silvera (Kivori), Alfredo Santos (Cook), Spencer Chan (cameriere), Ashley Cowan (Jensen), Beverly Garland (Irene Vance), Bob Gilbreath (Helicopter Pilot), Charles Horvath (Jodar), Arch Johnson (Barney Vance), Joseph Kim (Yee Kee), Patrick Riley (segretario), Ken Tilles (Deckhand)

## The Jade Empress
- Prima televisiva: 26 ottobre 1960

### Trama
- Guest star: Richard Loo (Leo), Jack Kruschen (Tully), David Chow (poliziotto), Pat Crowley (Karen Bryant), Michael David (Mosley), Max Dommar (Fauvre), Robert Emhardt (dottor Boon), Richard Grey (Alan Carstairs), James Hong (Chen), Madlyn Rhue (Lola)

## The Jumping Dragon
- Prima televisiva: 2 novembre 1960

### Trama
- Guest star: Jay Novello (Victor), Anita Loo (Kim Fai), Anna-Lisa (Lily), Richard Carlyle (Monk Decker), Taina Elg (Marta), Jerome Thor (Chet Bates)

## Blind Bargain
- Prima televisiva: 9 novembre 1960

### Trama
- Guest star: Jack Kruschen (Tully), Allen Jung (Chinese Intelligence Officer), Joanna Moore (Carol Pryor), Alexander Davion (ispettore Geoffrey Scott), Stephen Cheng (Ah Tong), Clarence Lung (negoziante), Beal Wong (esercente dell'hotel), Daria Massey (Suzie), Judy Dan (Model), Maris Wrixon (Mrs. Walter Norman), Victor Sen Yung (ufficiale Yang), Vincent Barbi (Mendoza), Harry Holcombe (MacManus), Jack Jobson (Mr. Norman), Charles Tannen (Farrell)

## Colonel Cat
- Prima televisiva: 16 novembre 1960

### Trama
- Guest star: Teru Shimada (colonnello Okumara), Joseph Ruskin (capitano), W.T. Chang (Fortune Teller), Kathryn Givney (Mrs. Dalman), Miki Kato (infermiera), Jack Kruschen (Tully), John Lasell (Roger Dalman), Herbert Marshall (Sir John Dalman), Sarah Marshall (Kit Dalman), Lawrence Ung (dottor Chan)

## The Turncoat
- Prima televisiva: 23 novembre 1960

### Trama
- Guest star: Willard Lee (ufficiale di polizia), James Yagi (Li Sung), Val Avery (Michael Fortune), Peter Balakoff (French Correspondent), Peter Chong (Tong Kai), Christopher Dark (Harry Keefer), Gerald Jann (Ling), Keoni (Wong), Jack Kruschen (Tully), Lisa Lu (Mai Loo), Jerry Mann (Dutch Correspondent), George Pelling (Corrispondente inglese), Yuki Shimoda (Cheng), Willie Soo Hoo (Wah Mee)

## To Catch a Star
- Prima televisiva: 30 novembre 1960

### Trama
- Guest star: Gilchrist Stuart (reporter), Willie Soo Hoo (Bootblack), Edward Andrews (Ted Carson), Fuji (Ruby), John Hackett (reporter), Robert Kino (K'Wan), Jack Kruschen (Tully), John Newton (Samuels), Luciana Paluzzi (Lisa Mario), Derick Shimatsu (Chick), Arthur Soo Hoo (lustrascarpe), H. M. Wynant (Choy)

## Nine Lives
- Prima televisiva: 7 dicembre 1960

### Trama
- Guest star: Terence de Marney (Lloyd Jennings), Cathleen Cordell (Pat), Norman Alden (Arthur Dale), Patricia Barry (Maria), Alan Baxter (Lacey), Harry Townes (John Baring)

## The Dragon Cup
- Prima televisiva: 14 dicembre 1960

### Trama
- Guest star: Karl Swenson (John Olwine), Harold J. Stone (giudice Moisom), Philip Ahn (Feng), Eugene Chan (Chung), Lewis Charles (Falconi), James Hong (Lung Poi), Gerald Jann (Ling), June Kim (Mei-Lin), Jack Kruschen (Tully), Bethel Leslie (Kate Martin), Celia Lovsky (contessa Varnoff), Reggie Nalder (Ramez), Else Neft (Frau Klughorn), Anatol Winogradoff (generale Varnoff)

## When Strangers Meet
- Prima televisiva: 21 dicembre 1960

### Trama
- Guest star: Pippa Scott (Peggy Jackson), Kenneth MacKenna (Edward Manton), Jean Allison (Millie Harris), Henry Beckman (Brody), Jane Chang (Mrs. Chen), Gale Garnett (Miss Wong), Clarence Lung (Ho-Guy), Ben Wright (Cronin)

## Suitable for Framing
- Prima televisiva: 4 gennaio 1961

### Trama
- Guest star: Beulah Quo, Mai Tai Sing (Ching Mei), Nestor Paiva (Madera), Jason Evers (Bradley Gardner), Julie London (Penny Carroll), Richard Loo (Thug), Marco López (marinaio), Lawrence Ung, Elen Willard (Mrs. Madera)

## Lesson in Fear
- Prima televisiva: 11 gennaio 1961

### Trama
- Guest star: Mai Tai Sing (Ching Mei), Simon Scott (Johnny Long), Bat'ya (cantante), Robert Carricart (Talbot), Tim Graham (dottore), David Hedison (Roger Ames), Allen Jung (Dai), Len Lesser (Carl), Tudor Owen (capitano), Joseph V. Perry (Randolph), Suzanne Pleshette (Diane Dooley), Roy Jenson (furfante)

## The Survivor
- Prima televisiva: 18 gennaio 1961

### Trama
- Guest star: Peter Oliphant (Tommy), Gerald Jann (Ling), June Dayton (Miss Leslie), Jean Gillespie (Iris Leslie), Coleen Gray (Cara), Beverly Gregg (cantante), Edmund Hashim (padre Serano), Kam Tong (Sui)

## Night Cry
- Prima televisiva: 24 gennaio 1961

### Trama
- Guest star: Barney Phillips (Jonathan Crane), Maria McClay (Sou Mei), Antoinette Bower (Laura Marriott), Michael David (John Bartley), Dean Harens (Hal Spencer), Liam Redmond (Richard Marriott)

## Double Jeopardy
- Prima televisiva: 1º febbraio 1961

### Trama
- Guest star: Mario Gallo (Santo), Felicia Farr (Miss Thompson), Alan Caillou (sergente Grover), Howard Caine (Ramos), Frank DeKova (Cesaro), Steven Marlo (Johnny Cummings)

## Lady Godiva
- Prima televisiva: 9 febbraio 1961

### Trama
- Guest star: Dan Tobin (Amhurst), James Rawley (Doc), Philip Ahn (Hyung), Peter Chong (Night Man), Aneta Corsaut (Jeannie), Roy Dean (Howard Conrad), Allen Jung (Night Clerk), Frank Kumagai (impiegato dell'hotel), Clarence Lung (Yi-Pom), Dina Merrill (Helen Rowan Randolph), Annabella Soong (Sun Sim)

## The Hunted
- Prima televisiva: 16 febbraio 1961

### Trama
- Guest star: Arlene Martel (Vera Graham), Harry Landers (Clyde Tyndal), John Abbott (Alec Borg), Robert Cornthwaite (Fless), Fuji (Fuji), Mai Tai Sing (Ching Mei)

## With Deadly Sorrow
- Prima televisiva: 22 febbraio 1961

### Trama
- Guest star: Willie Soo Hoo (barista), Norbert Schiller (dottor Bergen), William Berger (Binkie), Benson Fong (Lee Po), Anne Francis (Mary Moore), Mollie Glessing (Mrs. Cheney), Barry Harvey (ufficiale), Paul Kent (Carlo), Kai J. Kong (Pei), Werner Levy (Chung Kai), Mary Murphy (Agnes Unruh), Lawrence Ung (constable Fong)

## Murder by Proxy
- Prima televisiva: 1º marzo 1961

### Trama
- Guest star: Gene Lyons (Tommy Richmond), Nancy Gates (Grace Richmond), Richard Anderson (Roger Hardy), Marjorie Bennett (Matron), Paul Richards (Perry Beaumont)

## The Woman in Grey
- Prima televisiva: 8 marzo 1961

### Trama
- Guest star: Leonard Strong (Limm), Kathleen Schloon (Ti-Moi), Rhonda Fleming (Helen Waldron), Pat Li (Suki), J. Pat O'Malley (Bingham), Beulah Quo (Pai Nvan), Lawrence Ung (dottore)

## Love Honor and Perish
- Prima televisiva: 15 marzo 1961

### Trama
- Guest star: Joseph Sargent (Allen), Joseph Ruskin (Riviero), Aki Aleong (Lim), Joan Caulfield (Laura Johnson), Marco López (Manuel), Warren Stevens (Clifford Janney)

## The Innocent Exile
- Prima televisiva: 22 marzo 1961

### Trama
- Guest star: Susan Kohner (Elena), Gerald Jann (Ling), Joe De Santis (Hernandez), Jay Novello (Perrera)

## The Runaway
- Prima televisiva: 29 marzo 1961

### Trama
- Guest star: Clarence Lung (impiegato dell'hotel), Lawrence Dobkin (Kobylin), Stephen Bekassy (Consul), Peter Coe (Loeber), Gia Scala (Maria Banda)